# Ptilotus corymbosus
Ptilotus corymbosus är en amarantväxtart som beskrevs av Robert Brown. Ptilotus corymbosus ingår i släktet Ptilotus och familjen amarantväxter. Inga underarter finns listade i Catalogue of Life.